# Ad Pontes
Ad Pontes war eine römische Siedlung an der Themse. Es handelt sich um das heutige Staines. Der Name bedeutet an den Brücken und deutet darauf, dass es hier eine Brücke über die Themse gab. Der Ort liegt an der Straße von Londinium nach Calleva Atrebatum (Silchester). Der antike Name ist in dem Itinerarium Antonini überliefert.
Antike Reste der Siedlung konnten bei gelegentlichen Ausgrabungen im Stadtzentrum von Staines gefunden werden. Die ältesten Siedlungsreste datieren schon in die vorrömische Zeit. Die römische Besiedlung mag mit einem Militärlager begonnen haben. Es fanden sich Militaria. Beim Boudicca-Aufstand, 60 – 61 n. Chr. wurde der Ort niedergebrannt. Es fanden sich bei den Ausgrabungen zahlreiche Brandschichten. Die eigentliche Siedlung, die vor allem im zweiten nachchristlichen Jahrhundert florierte, erstreckte sich an der Themse über 200 m und war etwa 500 m lang, landeinwärts. Bei Ausgrabungen konnten die Reste von Holz-, aber auch von Steinbauten gefunden werden. Wandmalereien, Hypokausten, Fensterglas und Mosaiken deuten zumindest für einige Wohnbauten auf einen beträchtlichen Wohnstandard. Die antike Brücke konnte bisher nicht mit Sicherheit identifiziert werden, obwohl man einen Brückenkopf fand. Wahrscheinlich gab es in dem Ort auch eine Herberge (Mansio), da der Ort in dem Itinerarium Antonini genannt wird, das vor allem Orte mit Herbergen nennt.  Auch diese ist bisher nicht mit Sicherheit lokalisiert. Der Ort war wahrscheinlich auch das Produktionszentrum für die South-East English Group. Bei dieser handelt es sich um bleiglasierte Töpferware. Diese Ware war oftmals mit Barbotine-Verzierung dekoriert.
Nach dem zweiten Jahrhundert erlebte die Siedlung einen Niedergang, obwohl sie auch noch im vierten Jahrhundert besiedelt blieb.